# زیمون هنزلر
زیمون هنزلر (انگلیسی: Simon Henzler؛ زادهٔ ۱ دسامبر ۱۹۷۶) بازیکن فوتبال اهل آلمان است.
از باشگاه‌هایی که در آن بازی کرده‌است می‌توان به باشگاه فوتبال هولشتاین کیل، باشگاه فوتبال تیرول اینسبروک، باشگاه فوتبال یونیون برلین، باشگاه فوتبال آرمینیا بیله‌فلد، باشگاه فوتبال سن پائولی و باشگاه فوتبال اشتوتگارت اشاره کرد.